# Reliquia santamarta
Reliquia santamarta is een vlindersoort uit de familie van de Pieridae (witjes), onderfamilie Pierinae.
Reliquia santamarta werd in 1975 beschreven door Philip Ronald Ackery.